# Hotel Corones
Das Hotel Corones ist ein denkmalgeschütztes Hotel in der Stadt Charleville, Bezirk Murweh Shire im australischen Bundesstaat Queensland.
Das Hotel wurde von dem australischen Architekten William Hodgen entworfen, in der Zeit von 1924 bis 1929 erbaut und am 1. Juli 1997 in das Queensland Heritage Register aufgenommen.

## Geschichte
Der von der griechischen Insel Kythira stammende Einwanderer Harry Corones ließ sich im Jahr 1909 in Charleville nieder und arbeitete zunächst als Obsthändler. Auf Anregung eines Brauereivertreters wurde Corones 1912 Lizenznehmer des Hotel Charleville, das er bis 1924 betrieb. Nach dem Erwerb des Hotel Norman begann Corones mit einem Hotelneubau auf dem gleichen Grundstück. Das neue Hotel, das an gleicher Stelle entstehen sollte, wurde in vier Bauabschnitten von Tagelöhnern aus der Region errichtet, um die Fortsetzung des laufenden Hotelbetriebs zu ermöglichen. Der Bau erfolgte in der Zeit von 1924 bis 1929. Ende 1926 war das Projekt zu zwei Dritteln fertiggestellt. Die letzte Bauphase wurde 1929 abgeschlossen. Die gesamten Baukosten betrugen circa 50.000 Australische Pfund. Das Hotel erstreckte sich nun über fast einen ganzen Häuserblock der Wills Street von Charleville und war für die damalige Zeit außergewöhnlich luxuriös und exklusiv. Der angeschlossene Saal war für Bälle, Partys und Bankette sehr gefragt. Im Jahr 1934 war die Region um Charleville von einem Hochwasser betroffen, bei dem auch das Hotel Corones in Mitleidenschaft gezogen wurde.
Über 30 Jahre lang florierte das Hotel Corones und wurde seinerzeit als „Das führende Hotel des Westens“ bezeichnet. Im Jahr 1936 gab es durchschnittlich 133 Gäste pro Woche und während des Zweiten Weltkriegs, als viele amerikanische Armeeangehörige sich auf dem örtlichen Flugplatz und im nahen Krankenhaus aufhielten, machte Harry Corones gute Geschäfte mit den Tanzveranstaltungen, die jede Nacht in Corones Hall durchgeführt wurden. Neben vielen wohlhabenden Viehzüchtern aus der Umgebung besuchten auch einige Prominente, wie Amy Johnson, Gracie Fields sowie der Herzog von Gloucester und seine Ehefrau das Hotel. Im Jahr 1959 fanden vor dem Hotel die Feierlichkeiten zum hundertjährigen Bestehen Queenslands in Anwesenheit von Prinzessin Alexandra, einem Mitglied der britischen Königsfamilie, statt. Nach dem Tod von Harry Corones im Jahr 1972 führten sein ältester Sohn Peter und dessen Ehefrau Mary den Hotelbetrieb weiter. Im April 1990 verursachten starke Regenfälle erneut ein Hochwasser in der Region. Der Warrego River trat über die Ufer und überflutete den Ort Charleville. Das Hotel Corones wurde hierdurch stark beschädigt. Die Flutschäden wurden anschließend wieder beseitigt.
Das Hotel Corones in Charleville wurde am 1. Juli 1997 in das Queensland Heritage Register eingetragen. In der Zeit von 1982 bis 2016 wechselte es mehrfach den Besitzer. Nachdem es im  Jahr 2014 geschlossen worden war, stand es für circa ein Jahr leer. Im Januar 2016 wurde das Hotel Corones von Bob und Marion Branson, einem Ehepaar aus Melbourne, übernommen. Im Februar 2016 erfolgte die Wiedereröffnung.
Im September 2023 wurde das Hotel an die Australian Motel Group verkauft.

## Beschreibung

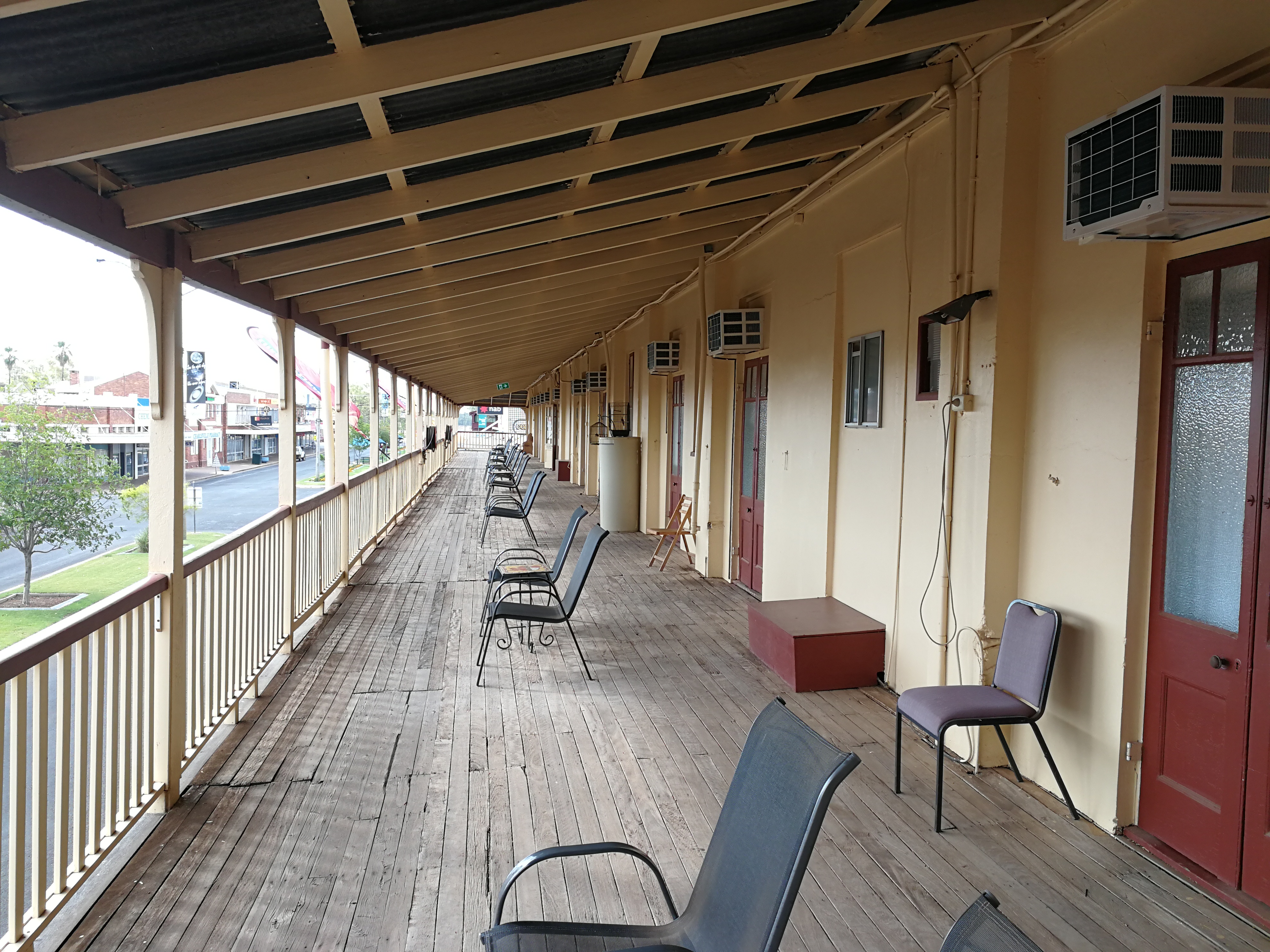
Veranda 2019

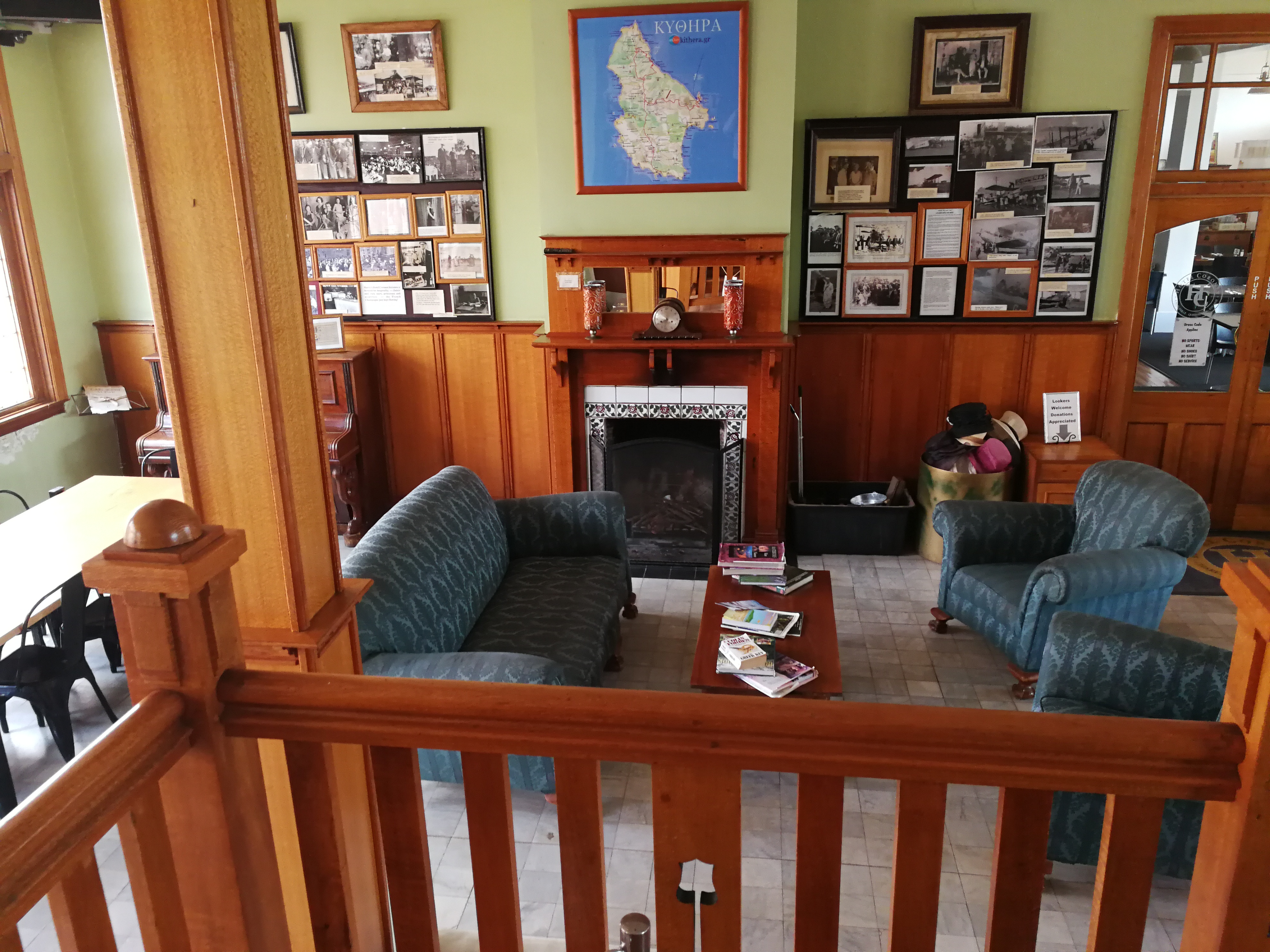
Hotellobby 2019

Das Corones Hotel ist ein zweistöckiges Gebäude aus Ziegelstein und Stahlbeton und befindet sich an der nordöstlichen Seite der Wills Street, zwischen der Galatea Street und der Edward Street im Zentrum von Charleville. Das Gebäude mit einem ockerfarbenen Anstrich verfügt über eine breite Veranda, die sich oberhalb des Gehweges an der Wills Street erstreckt. Im Osten grenzt das Hotel an einen einstöckigen Ballsaal, der Corones Hall an. Im Inneren des Hotels sind viele seiner ursprünglichen Details erhalten geblieben. Viele Originalmöbel, die zur Eröffnung des Hotels 1929 vom Einrichter F. Tritton Ltd aus Brisbane entworfen und gefertigt wurden, werden noch heute verwendet. Tafeln mit den Baudaten von 1924 bis 1929 befinden sich am südlichen und am nördlichen Ende des Gebäudes. 
Das Hotel wird mit Grundwasser aus dem Großen Artesischen Becken versorgt. Da während der australischen Sommermonate das Wasser bereits erhitzt aus dem Boden kommt, wird im Hotel die Warmwassererzeugung deaktiviert und deren Wasserspeicher werden als Tanks für Kaltwasser genutzt. Ein Hinweis im Hotelzimmer informiert die Gäste darüber, dass im Sommer das Warmwasser aus dem Kaltwasserhahn und das Kaltwasser aus dem Warmwasserhahn kommt.